# Minucia pulchrior
Minucia pulchrior är en fjärilsart som beskrevs av Edward P. Wiltshire 1957. Minucia pulchrior ingår i släktet Minucia och familjen nattflyn. Inga underarter finns listade i Catalogue of Life.